# Eloy Guillermo González
Eloy Guillermo González (Tinaco, Venezuela, 25 de junio de 1873-Caracas, Venezuela, 17 de julio de 1950) fue ingeniero, educador, escritor y periodista venezolano que dedicó gran parte de su vida a la enseñanza, fue redactor de El Cojo Ilustrado y ocupó la secretaría general de la presidencia de la república de Venezuela durante el gobierno del presidente Cipriano Castro.

## Biografía
Sus padres fueron Eugenio Mariano González y Ramona Padilla. Comenzó sus estudios primarios en el colegio Bolívar de Tinaco, estado Cojedes, sin embargo terminó sus estudios en la Escuela Federal de la esquina de El Hoyo en Caracas. De vuelta en Tinaco a aprender los oficios de telégrafista. Viaja a Valencia para cursar su bachillerato en el colegio Carabobo. En 1889, funda junto a Rafael Tovar el periódico El Estudiante. Durante sus años allí también imparte clases en el mismo colegio y en el colegio Ramírez. Al graduarse de bachiller se dirige a Caracas a cursar sus estudios universitarios, se gradúa en el año de 1894 como ingeniero civil.
En el año de 1891, González publica su primer libro titulado Estudios. Al año siguiente, ingresa en el cuerpo docente de la Escuela Politécnica, allí enseñó las cátedras de Historia Universal y de Historia de Venezuela. Gracias a la influencia de Arístides Rojas se une como colaborador en el diario La Opinión Nacional. Comienza escribir columnas en el periódico El Republicano, causa cierta polémica en el país al defender las obras de jóvenes literatos como José Gil Fortoul, Lisandro Alvarado y Luis López Méndez, a partir de este incidente se convierte en colaborador y luego en redactor de la revista El Cojo Ilustrado.
En 1895, es nombrado como secretario del Centro Científico-Literario de Caracas. Al próximo año, viaja a Brasil en función de secretario de la Legación venezolana. Al volver al país es nombrado como director de Telégrafos del Ministerio de Fomento hasta el año de 1898, en septiembre de ese mismo año entra en contacto con el general Cipriano Castro quien le pide ayuda para reclutar personas a su causa revolucionaria, González acepta y viaja a Cojedes a reunir voluntarios que más tarde participarían en la Revolución Liberal Restauradora de 1899. Tras estos hechos, Cipriano Castro ocupa la presidencia del país y otorga a González la Secretaría general de la Presidencia de la República.
Años más tarde, en 1905, entra a formar parte como docente en la Universidad Central de Venezuela (UCV) en la cátedra de Anales Patrios. En 1929 es nombrado como senador por el estado Cojedes. Fue profesor de las cátedras historia y geografía de Venezuela en el Instituto Pedagógico de Caracas y de la Historia de la Interpretativa y Documental de Venezuela en la Escuela Normal. Sus años totales como educador en el país sumaron más de cincuenta años al momento de su jubilación en 1941.